# Курносый двадцатичетырёхъячейник
| Курносый двадцатичетырёхъячейник                                                                              | Курносый двадцатичетырёхъячейник |
| --- | -------------------------------- |
| Ортогональная проекция в трёхмерное пространство — на гиперплоскость, проходящую через икосаэдрическую ячейку |                                  |
| Тип | Однородный многоячейник          |
| Символ Шлефли                                                                                                 | s{3,4,3} sr{3,3,4} s{31,1,1}     |
| Ячеек | 144                              |
| Граней | 480                              |
| Рёбер | 432                              |
| Вершин | 96                               |
| Вершинная фигура                                                                                              | Трижды отсечённый икосаэдр       |

Курно́сый двадцатичетырёхъяче́йник — четырёхмерный многогранник, один из 47 непризматических выпуклых однородных многоячейников и один из 3 полуправильных многоячейников (так как составлен из двух разных видов платоновых тел).
Впервые описан в статье 1900 года Торольдом Госсетом, который назвал многоячейник тетрикосаэдриком (tetricosahedric), поскольку его ячейки — тетраэдры и икосаэдры. Также известен как курносый икоситетрахор, полукурносый полиоктаэдр (англ. semi-snub polyoctahedron).

## Описание

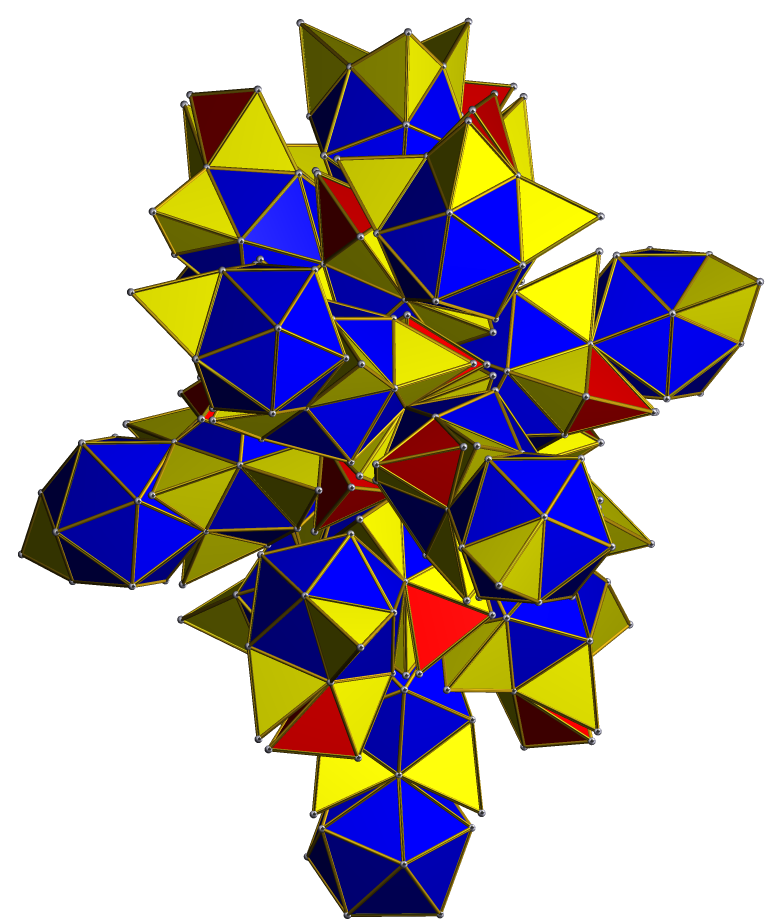
Развёртка

Ограничен 144 трёхмерными ячейками — 120 правильными тетраэдрами и 24 правильными икосаэдрами. Каждая икосаэдрическая ячейка окружена восемью икосаэдрическими и двенадцатью тетраэдрическими. Тетраэдрические ячейки делятся на две группы: 24 из них окружены четырьмя тетраэдрическими, остальные 96 — тремя икосаэдрическими и тетраэдрической.
Его 480 двумерных граней — одинаковые правильные треугольники. 96 граней разделяют две икосаэдрических ячейки, 96 граней — две тетраэдрических, остальные 288 — икосаэдрическую и тетраэдрическую.
Имеет 432 ребра равной длины. На 288 рёбрах сходятся по три грани и по три ячейки (две икосаэдрических и тетраэдрическая), на остальных 144 — по четыре грани и по четыре ячейки (икосаэдрическая и три тетраэдрических).
Имеет 96 вершин. В каждой вершине сходятся по 9 рёбер, по 15 граней и по 8 ячеек (три икосаэдрических и пять тетраэдрических).
Курносый двадцатичетырёхъячейник можно получить из шестисотячейника, отсекши от того 24 икосаэдрических пирамиды — так, чтобы вместо них остались только их основания. Вершины полученного многоячейника — 96 из 120 вершин шестисотячейника (а удалённые 24 вершины образуют вершины обычного двадцатичетырёхъячейника); рёбра — 432 из 720 рёбер шестисотячейника; грани — 480 из 1200 граней шестисотячейника. Отсюда ясно, что у курносого двадцатичетырёхъячейника тоже существуют описанная и обе полувписанных трёхмерных гиперсферы, причём они совпадают с описанной и полувписанными гиперсферами исходного шестисотячейника.

## В координатах
Курносый двадцатичетырёхъячейник с длиной ребра {\displaystyle 2} можно разместить в декартовой системе координат так, чтобы координаты его вершин были всевозможными чётными перестановками наборов чисел {\displaystyle \left(0;\;\pm 1;\;\pm \Phi ;\;\pm \Phi ^{2}\right),} где {\displaystyle \Phi ={\frac {1+{\sqrt {5}}}{2}}} — отношение золотого сечения.
Начало координат {\displaystyle \left(0;\;0;\;0;\;0\right)} будет при этом центром симметрии многоячейника, а также центром его описанной и полувписанных гиперсфер.

## Метрические характеристики
Если курносый двадцатичетырёхъячейник имеет ребро длины {\displaystyle a,} то его четырёхмерный гиперобъём и трёхмерная гиперплощадь поверхности выражаются соответственно как
{\displaystyle V_{4}=5\left({\frac {9}{4}}+{\sqrt {5}}\right)a^{4}\approx 22{,}4303399a^{4},}
{\displaystyle S_{3}=10\left(3+{\sqrt {2}}+{\sqrt {5}}\right)a^{3}\approx 66{,}5028154a^{3}.}
Радиус описанной гиперсферы (проходящей через все вершины многоячейника) при этом будет равен
{\displaystyle R=\Phi a={\frac {1}{2}}\left(1+{\sqrt {5}}\right)a\approx 1{,}6180340a,}
радиус внешней полувписанной гиперсферы (касающейся всех рёбер в их серединах) —
{\displaystyle \rho _{1}={\frac {1}{2}}{\sqrt {5+2{\sqrt {5}}}}\;a\approx 1{,}5388418a,}
радиус внутренней полувписанной гиперсферы (касающейся всех граней в их центрах) —
{\displaystyle \rho _{2}={\frac {1}{6}}\left({\sqrt {15}}+3{\sqrt {3}}\right)a\approx 1{,}5115226a.}
Вписать в курносый двадцатичетырёхъячейник гиперсферу — так, чтобы она касалась всех ячеек, — невозможно. Радиус наибольшей гиперсферы, которую можно поместить внутри курносого двадцатичетырёхъячейника с ребром {\displaystyle a} (она будет касаться только всех икосаэдрических ячеек в их центрах), равен
{\displaystyle r_{I}={\frac {1}{4}}\left(3+{\sqrt {5}}\right)a\approx 1{,}3090170a.}
Расстояние от центра многоячейника до любой тетраэдрической ячейки превосходит {\displaystyle r_{I}} и равно
{\displaystyle r_{T}={\frac {1}{4}}\left({\sqrt {10}}+2{\sqrt {2}}\right)a\approx 1{,}4976762a.}

## Заполнение пространства
С помощью курносых двадцатичетырёхъячейников, шестнадцатиячейников и пятиячейников можно замостить четырёхмерное пространство без промежутков и наложений (см. статью в английской Википедии). Данное заполнение также было найдено Торольдом Госсетом.